# Сурик (Молдова)
Сурик (рум. Suric) — село в Чимишлийском районе Молдавии. Относится к сёлам, не образующим коммуну.

## История
С 02.02.1978 по 31.01.1991 село называлось Мугурень.

## География
Село расположено на высоте 209 метров над уровнем моря.

## Население
По данным переписи населения 2004 года, в селе Сурик проживает 871 человек (429 мужчин, 442 женщины).
Этнический состав села:
| Национальность | Число жителей | Процентный состав |
| -------------- | ------------- | ----------------- |
| молдаване      | 860           | 98.74             |
| русские        | 3             | 0.34              |
| румыны         | 3             | 0.34              |
| украинцы       | 2             | 0.23              |
| гагаузы        | 2             | 0.23              |
| прочие         | 1             | 0.11              |
| Всего          | 871           | 100%              |